# Parco nazionale della Maiella
Il parco nazionale della Maiella è uno dei 24 parchi nazionali italiani e uno dei tre parchi nazionali d'Abruzzo, istituito nel 1991, compreso tra le province di Chieti, L'Aquila e Pescara, con la peculiarità di presentarsi compatto dal punto di vista territoriale, raccogliendosi infatti attorno al grande massiccio della Maiella, alle adiacenti montagne del Morrone ad ovest, ai monti Pizzi e al gruppo del monte Porrara ad est, fino agli altipiani maggiori d'Abruzzo a sud-ovest, con la cima più elevata rappresentata dal monte Amaro (2793 m s.l.m.).
Al suo interno si trovano inoltre ben sette riserve naturali statali e alcuni beni d'interesse culturale, tra i più rilevanti d'Abruzzo. Sono state censite oltre 2 100 specie vegetali che rappresentano all'incirca un terzo di tutta la flora italiana; alcune specie sono state per la prima volta identificate dai botanici proprio in loco; le specie animali vertebrati sono invece oltre 150, tra cui posto di rilievo spetta al piviere tortolino. Da segnalare anche la presenza dell'orso marsicano, che  vi si riproduce da alcuni anni, unico parco nazionale in cui ciò avviene se si esclude il Parco nazionale d'Abruzzo, Lazio e Molise.
Dal 2021 fa parte del sistema di geoparchi mondiali UNESCO.

## Territorio

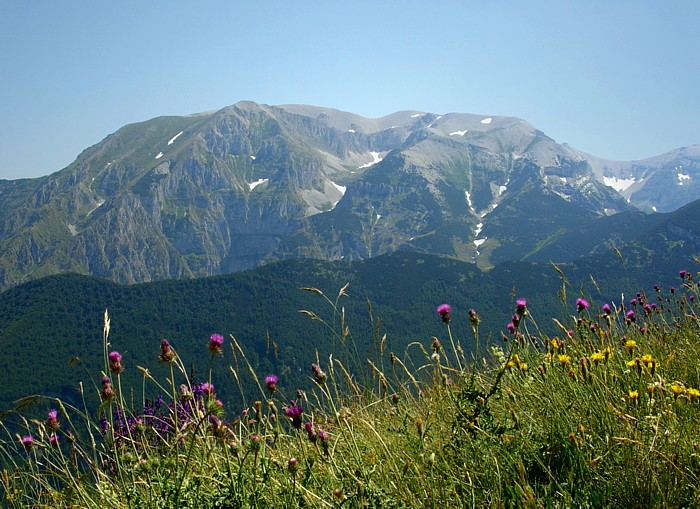
La Maiella vista dal Blockhaus

Il territorio del parco è situato a cavallo del 42º parallelo. Si estende per una superficie di circa 62838 ha, su un terreno prevalentemente montuoso.
La Maiella propriamente detta, così come il contiguo massiccio del Morrone, è un imponente massiccio calcareo-dolomitico di età mesozoica e cenozoica. È caratterizzato da una serie di vasti pianori sommitali, dolcemente tondeggianti per effetto dell'azione millenaria dei ghiacciai che qui erano molto estesi durante le ere glaciali, tra cui emerge il vallone di Femmina Morta ad oltre 2500 m di altitudine.
I suoi versanti, soprattutto quelli orientale e nord-occidentale, sono solcati da lunghissimi ed aspri valloni.
Il fiume Orta, che raccoglie le acque di un vasto bacino, separa con un'ampia valle il massiccio della Maiella dal Morrone. La valle è profondamente incisa nei territori dei comuni di Bolognano e San Valentino, formando un vero e proprio canyon.
Il massiccio del Morrone è costituito da una dorsale stretta ed allungata, compatta ed aspra al contempo, costituita da rocce calcaree e dolomitiche, che precipita nella piana di Sulmona tra balze rocciose scoscese. A sud, ai piedi del monte Pizzalto, i piani carsici noti come "altipiani maggiori d'Abruzzo", detti anche "quarti" (Barone, Grande, Molino e Santa Chiara), posti a circa 1250 m s.l.m., fanno da cerniera con l'area dei monti Pizzi-monte Secine, con boschi di faggi, acero di Lobel e diverse altre specie.

### Comunità montane, province e comuni

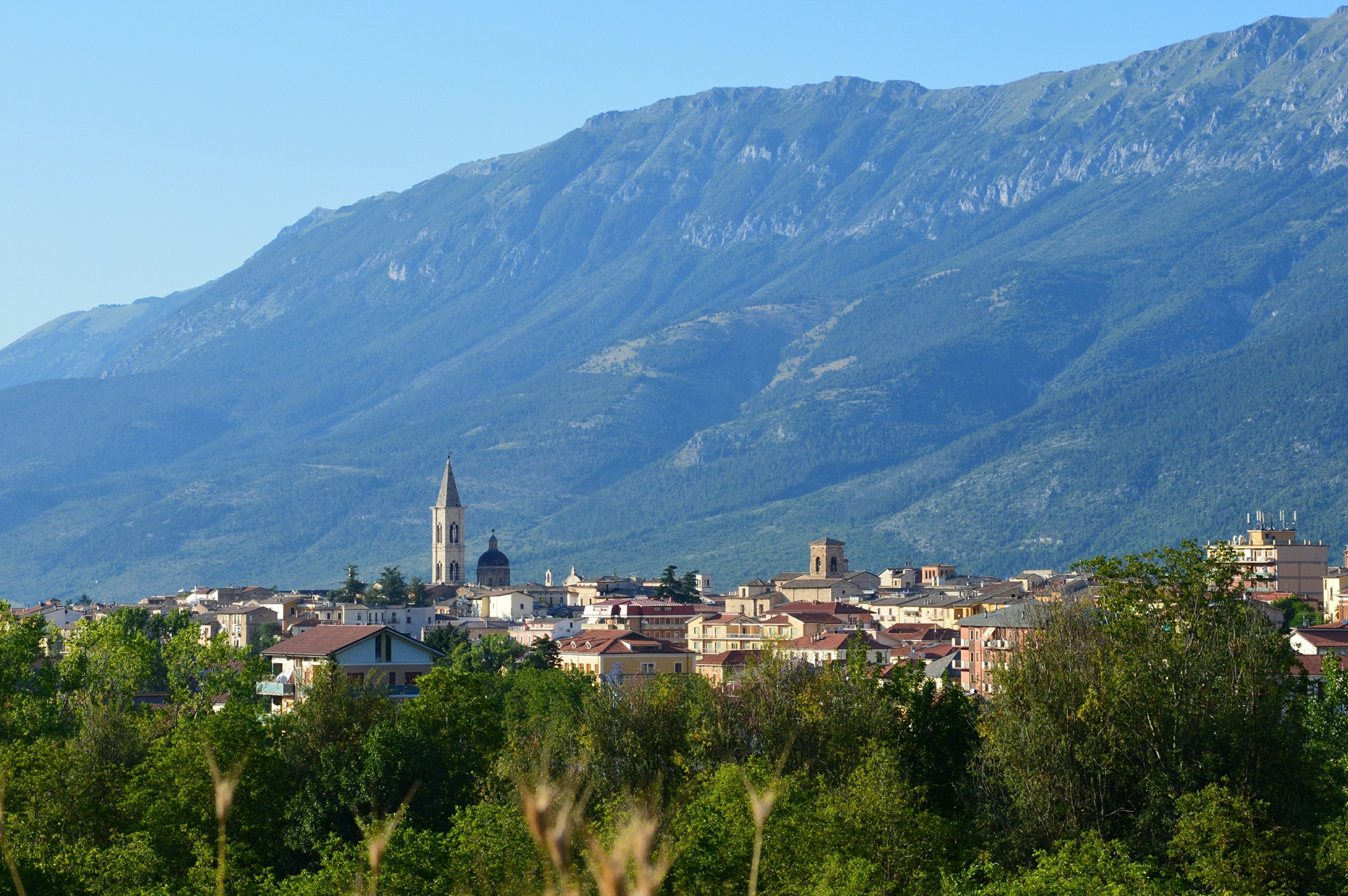
Sulmona

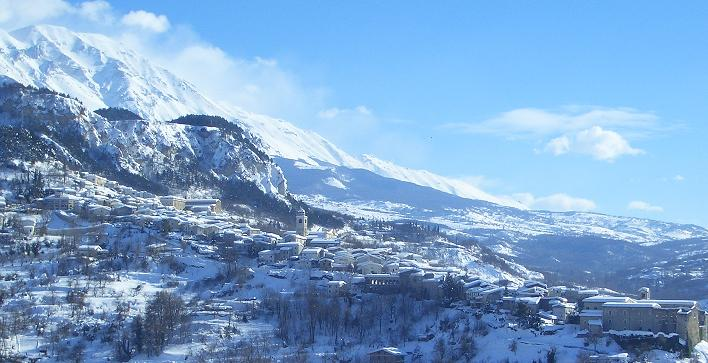
Caramanico Terme

- Comunità montane: Alto Sangro e altopiano delle Cinquemiglia, Aventino-Medio Sangro, Maiella e Morrone, Maielletta, Medio Sangro, Peligna;
- Province: L'Aquila, Chieti, Pescara;
- Comuni: Abbateggio, Ateleta, Bolognano, Campo di Giove, Cansano, Caramanico Terme, Civitella Messer Raimondo, Corfinio, Fara San Martino, Gamberale, Guardiagrele, Lama dei Peligni, Lettomanoppello, Lettopalena, Manoppello, Montenerodomo, Pacentro, Palena, Palombaro, Pennapiedimonte, Pescocostanzo, Pettorano sul Gizio, Pizzoferrato, Popoli Terme, Pratola Peligna, Pretoro, Rapino, Rivisondoli, Rocca Pia, Roccacasale, Roccamorice, Roccaraso[4], Salle, San Valentino in Abruzzo Citeriore, Sant'Eufemia a Maiella, Serramonacesca, Sulmona, Taranta Peligna, Tocco da Casauria.

### Riserve naturali statali
All'interno del parco nazionale sono state incluse alcune riserve naturali statali e regionali:
- Riserva naturale Fara San Martino-Palombaro;
- Riserva naturale Feudo Ugni;
- Riserva naturale Lama Bianca di Sant'Eufemia a Maiella;
- Riserva naturale Monte Rotondo;
- Riserva naturale Piana Grande della Maielletta;
- Riserva naturale Quarto Santa Chiara;
- Riserva naturale Valle dell'Orfento;
- Riserva naturale Valle dell'Orfento II

Nel marzo 1999 sono state abrogate e inglobate nel parco nazionale:
- Riserva naturale Maiella Orientale, istituita con legge regionale nel giugno 1991[7] e oasi WWF[8], sui comuni di Civitella Messer Raimondo e Lama dei Peligni;
- Riserva regionale Bosco di Sant'Antonio, istituita nel 1986 nel territorio comunale di Pescocostanzo;
- Riserva regionale Valle dell'Orta, istituita nel 1989 nei territori comunali di Bolognano e San Valentino in Abruzzo Citeriore.

### Accessi
Le più comode località di accesso sono Sulmona sul versante ovest, Pescocostanzo sul versante sud, Guardiagrele sul versante est e Lettomanoppello sul versante nord.

## Geologia
Da più di un secolo e mezzo la geologia dell'area della montagna della Maiella è stata studiata da numerosi studiosi italiani ed esteri. Soprattutto per la ricostruzione delle sequenze sedimentarie carbonatiche, la Maiella è conosciuta, per un motivo particolare: si tratta di una delle poche località dove un margine depositionale di una piattaforma carbonatica può essere osservata nella sua completezza in affioramento. L'area è stata recentemente oggetto di studio in un progetto scientifico internazionale di grande estensione, la TaskForceMaiella. Nella parte nord dell'area per secoli idrocarburi sono stati estratti attraverso miniere e pozzi superficiali.

## Ambiente

### Flora
Il 37% delle specie italiane è presente sul territorio del parco; tra le endemiche vi sono il fiordaliso della Maiella e la soldanella del calcare.

### Foreste
Dal punto di vista forestale i monti del Parco della Maiella (massiccio della Maiella, Il Morrone, i Monti Pizzi) sono costituiti dalla Foresta temperata decidua composta in prevalenza da Faggete a Faggio (Fagus sylvatica) pure o con Abete Bianco (Abies alba), da Querceti a Roverella (Quercus pubescens]) o a Cerro (Quercus cerris) e da Orno-ostrieti a Carpino nero (Ostrya carpinifolia) e Orniello (Fraxinus ornus]). All'interno di queste formazioni vegetano specie accessorie come L'Acero montano (Acer pseudoplatanus), l'Acero riccio (Acer platanoides), l'Acero campestre (Acer campestre), l'Olmo montano (Ulmus glabra), il Frassino maggiore (Fraxinus excelsior), il Tiglio selvatico (Tilia cordata), il Tiglio nostrano (Tilia platyphyllos), il Nocciolo (Corylus avellana), il Sorbo montano (Aria edulis), il Sorbo degli uccellatori (Sorbus aucuparia), il Sorbo domestico (Cormus domestica), il Ciavardello (Torminalis glaberrima) e l'Ontano napoletano (Alnus cordata). Nelle aree umide prevalgono formazioni ripariali a Pioppo (Pupulus spp.) e a Salice (Salix spp.) con la presenza dell'Ontano nero (Alnus glutinosa). Sono presenti inoltre formazioni naturali a Pino nero di Villetta Barrea (Pinus nigra var. italica) e mughete, in alta quota, a Pino mugo (Pinus mugo). Tra gli arbusti vi sono i ginepreti a Ginepro comune (Juniperus communis]), a Ginepro rosso (Juniperus oxycedrus) e a Ginepro Sabino (Juniperus sabina). 
Degni di nota sono alcuni nuclei relitti di epoche glaciali a Betulla bianca (Betula pendula). All'interno delle faggete possono trovarsi specie relitte di periodi più caldo-umidi come il Tasso (Taxus baccata) e l'Agrifoglio (Ilex aquifolium). il Leccio (Quercus ilex), anch'esso caratteristico di epoche più calde ma secche, rimane come relitto sulle pareti rocciose di bassa quota esposte a sud. A seguito di deforestazioni, in favore del pascolo, operate a più riprese negli ultimi due millenni, a partire dalla fine del 1800 sono stati avviati diverse opere di rimboschimento a prevalenza di conifere. Le specie impiegate sono state, tra le autoctone, il Pino d'Aleppo (Pinus halepensis) e l'Abete bianco (Abies alba) e tra le naturalizzate italiane, non invasive, il Pino nero d'Austria (Pinus nigra var. austriaca), il Cipresso comune (Cupressus sempervirens), il Cedro dell'atlante (Cedrus atlantica), il Cedro dell'Himalaya (Cedrus deodara), l'Abete greco (Aries cephalonica), l'Abete di Douglas (Pseudotsuga menziesi), il Larice (Larix decidua), il Pino silvestre (Pinus sylvestris) e l'Abete rosso (Picea abies). 
La naturalizzazione dell'Abete rosso è un fatto positivo in quanto è ritornato dopo la scomparsa avvenuta in epoca romana presumibilmente ad opera umana. Esso è infatti stato reintrodotto circa 400 anni fa con il più antico rimboschimento o semina fatta nell'area ad opera dei monaci benedettini nella Fossa di Pentima sul Morrone. Nei 10 ettari furono piantati o seminati esemplari o semi di Abete rosso e Abete bianco provenienti dalla Foresta di Vallombrosa in Toscana. La formazione forestale più diffusa rimane comunque la faggeta, all'interno della quale ritroviamo esemplari monumentali o veri e propri boschi vetusti come il Bosco di Sant'Antonio risultato dell'opera di coltivazione secolare di una struttura chiamata "la difesa" in cui il bestiame bovino veniva fatto pascolare in una sorta di pascolo arborato in cui i Faggi venivano periodicamente capitozzati per farne la frasca per il bestiame. Proprio questa pratica ha permesso la formazione di Faggi a candelabro caratteristici di questo bosco.

### Fauna

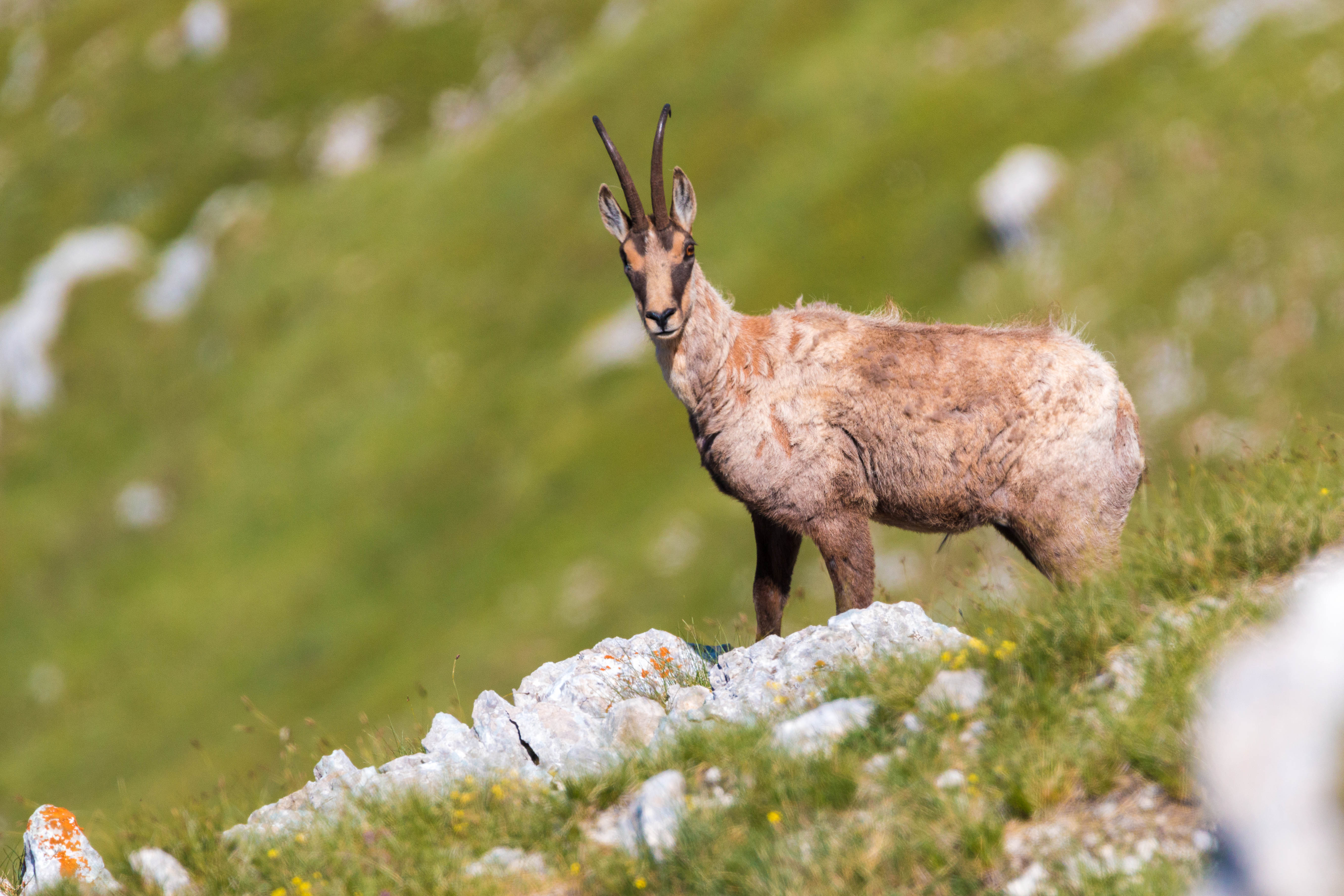
Camoscio appenninico

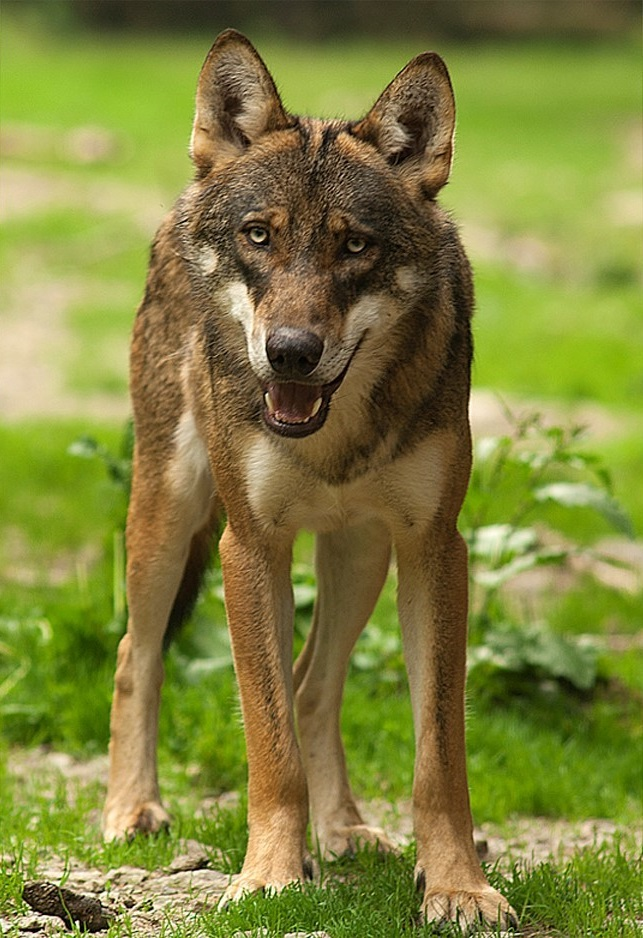
Lupo appenninico

Il parco della Maiella ospita il nucleo di orsi marsicani più importante presente fuori dal parco nazionale d'Abruzzo, Lazio e Molise e relativa zona di protezione esterna: la stima del 2015 va da 5 a 9 esemplari, saliti ad almeno 13, di cui almeno due femmine riproduttive, nel 2018. Nel 2014 è stata infatti avvistata la prima femmina con due cuccioli e nel 2018 è avvenuto un parto di tre orsetti. Il monitoraggio effettuato nel 2019 ha confermato la presenza di almeno 15 orsi, di cui 6 stabilmente presenti (un maschio, due femmine e tre giovani di un anno), oltre a 9 esemplari erratici.
Nel parco è presente la popolazione di camosci appenninici più importante in assoluto: oltre 1 500 capi nel 2021, in aumento. Tale specie si era estinta in passato in questa zona, ma fu reintrodotta nel 1991 prelevando alcuni esemplari dal parco nazionale d'Abruzzo, Lazio e Molise.
Il lupo appenninico è presente con una popolazione di almeno 50 esemplari stabili, raggruppati in 11 branchi, più numerosi individui isolati ed erratici, per un totale di 70-80 lupi (2013).
Il cervo fu reintrodotto negli anni ottanta nelle riserve naturali statali e ora conta circa 700-800 capi. Anche il capriolo fu reintrodotto nello stesso periodo del cervo ed è una presenza comune in questa area protetta, anche se non se ne conosce il numero esatto.
In elenco le specie presenti, raggruppate per classi:
- Anfibi: salamandrina terdigitata, ululone dal ventre giallo;
- Mammiferi: camoscio appenninico, capriolo, cervo, cinghiale, donnola, faina, ferro di cavallo maggiore, gatto selvatico, istrice, lepre, lontra, lupo appenninico, martora, moscardino, orso bruno marsicano, puzzola, riccio, talpa, tasso, vespertilio smarginato, volpe;
- Rettili: colubro di Riccioli, lucertola campestre, ramarro, vipera dell'Orsini;
- Uccelli: aquila reale, astore, cinciarella, codibugnolo, coturnice, falco pellegrino, fringuello alpino, gheppio, gracchio alpino, gracchio corallino, lanario, merlo, pecchiaiolo, picchio dorsobianco, picchio muratore, piviere tortolino, sordone, sparviero.

## Gestione

### Provvedimenti istitutivi
L'iter per l'istituzione del parco era già iniziata nel 1991 quando la "legge quadro sulle aree protette" ha indicato espressamente tra le aree da tutelare la Maiella. L'istituzione effettiva è avvenuta nel giro di qualche anno, con D.P.R. del 5 giugno 1995.

### Ente gestore
L'ente gestore è l'ente parco nazionale della Maiella con sede a Guardiagrele, istituito con D.P.R. del 5 giugno 1995. L'attuale presidente è Lucio Zazzara, mentre il direttore è Luciano Di Martino.

## Monumenti e luoghi d'interesse

### Aree faunistiche
- Camoscio a Lama dei Peligni: nell'area è possibile osservare, a breve distanza ed anche con telecamera, un gruppo di camosci d'Abruzzo in condizioni seminaturali[11];
- Capriolo a Serramonacesca, adiacente all'abbazia di San Liberatore a Maiella, nei pressi dell'area del fiume Alento, temporaneamente chiusa (2020)[12];
- Cervo a Gamberale: l'area si trova nella zona sud orientale del parco[11];
- Lontra a Caramanico Terme: l'area ospita alcuni esemplari, che possono essere osservati nelle ore serali[11];
- Lupo a Pretoro: l'area faunistica, posta sulla strada per Passolanciano, è costituita da un vasto recinto dove vivono due esemplari di lupo appenninico nati in semicattività e occasionalmente esemplari feriti o problematici[11].

### Giardini botanici
- Giardino botanico Daniela Brescia a Sant'Eufemia a Maiella: ha una superficie di 45000 m², con 22 settori, vivaio, ombraio e serra riscaldata.
- Giardino botanico Michele Tenore a Lama dei Peligni: ospita circa 500 entità floristiche; tra le specie più significative vi sono l'adonide gialla, il fiordaliso della Maiella e il limonio aquilano.

### Centri visita e musei
- Centro di visita e museo naturalistico a Fara San Martino: ospita pannelli descrittivi, reperti naturalistici, la ricostruzione di una grotta pastorale e dell'habitat dell'ululone;
- Centro di visita e museo naturalistico archeologico Maurizio Locati a Lama dei Peligni: diorami sulla geomorfologia della Maiella e sul camoscio d'Abruzzo. Tra i reperti il calco del cranio dell'uomo della Maiella;
- Centro di visita e museo naturalistico archeologico Paolo Barrasso a Caramanico Terme: sezione naturalistica ed archeologica con reperti paleolitici, neolitici, italici e romani;
- Museo dell'orso marsicano a Palena, ospitato nell'ex convento di Sant'Antonio, propone diorami interattivi, reperti e ricostruzioni delle foreste e dei sentieri frequentati dall'orso.

### Foresterie del parco

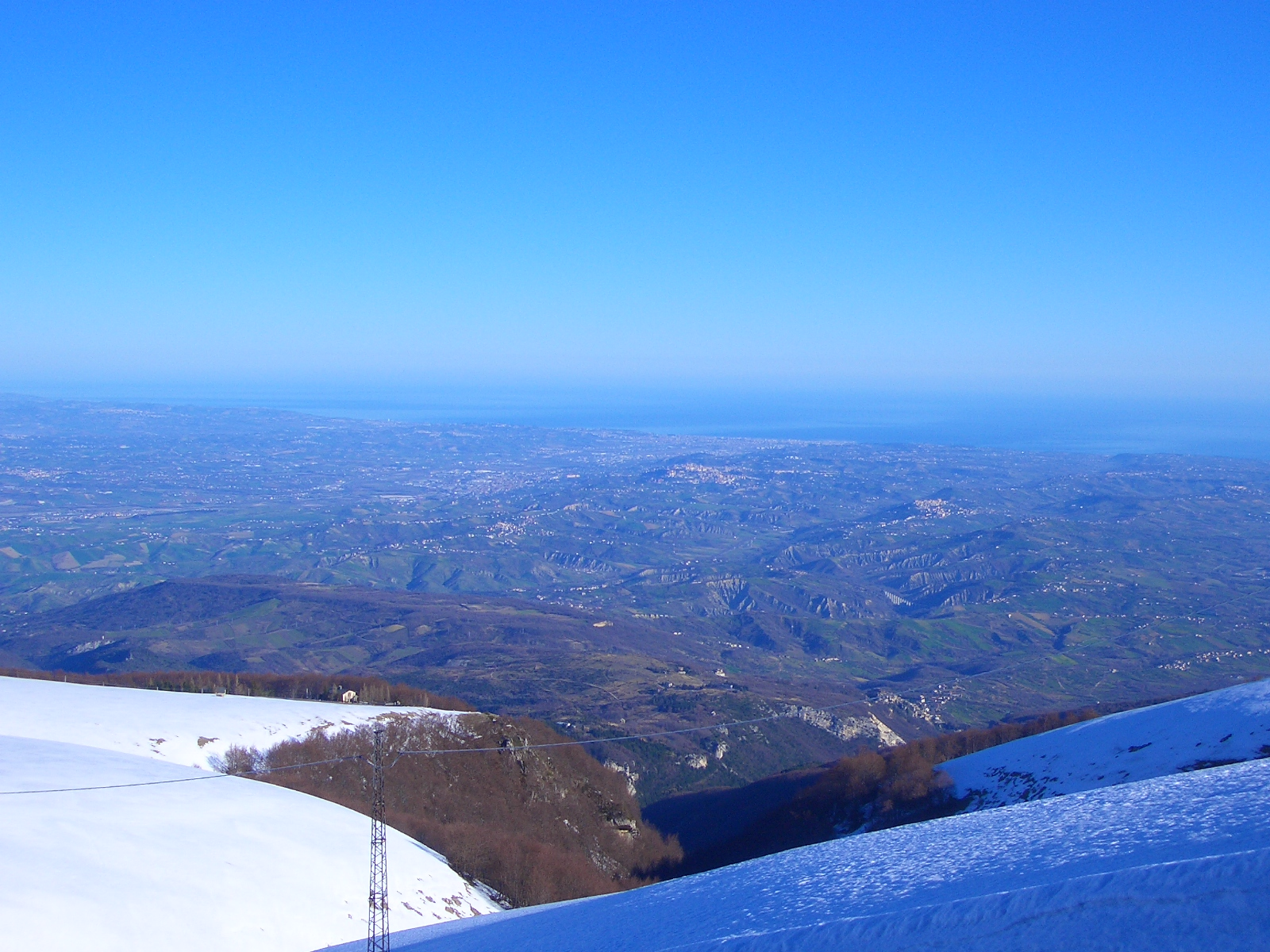
Passolanciano-Maielletta

"Casa del Lupo" a Caramanico Terme e "Casa dell'Orso" a Palena.

### Stazioni sciistiche
All'interno del parco sono comprese in tutto 5 stazioni sciistiche poste su differenti versanti della Maiella, geograficamente non collegate tra loro: la più nota e frequentata è la stazione di Passolanciano-Maielletta sul versante chietino, le altre sono quelle di Passo San Leonardo, Pescocostanzo, Pizzoferrato, Gamberale e Campo di Giove in territorio aquilano. Il loro bacino d'utenza tipico è il basso Abruzzo con le province di Chieti e Pescara e il basso aquilano.

### Città d'arte
I centri maggiori e culturali più vasti del parco sono Sulmona, Guardiagrele, Corfinio, Palena, Fara San Martino, Pratola Peligna, Pacentro, Pescocostanzo, Manoppello, Caramanico Terme, Popoli Terme, Serramonacesca e Pretoro.

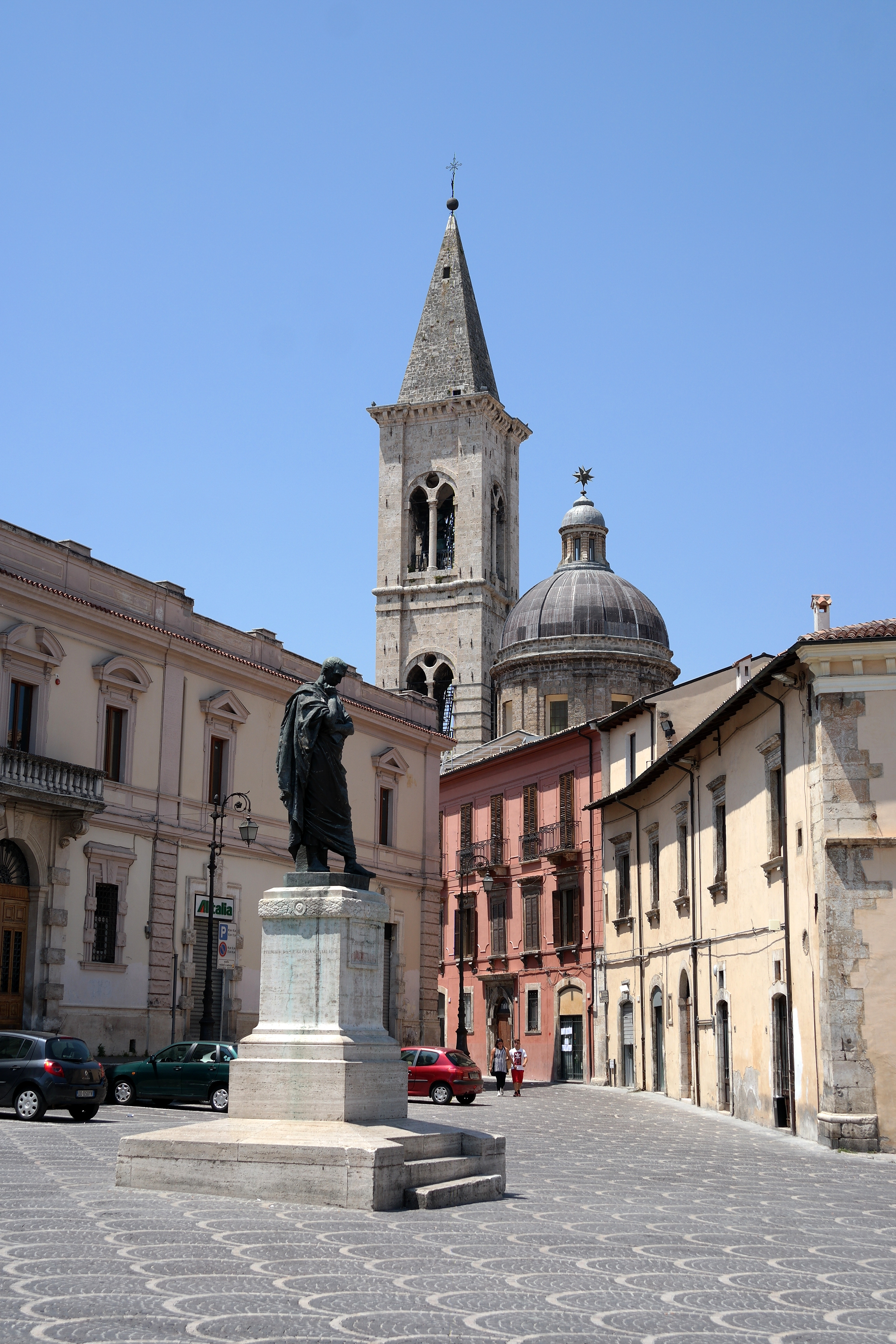
Sulmona: Piazza XX Settembre con la statua di Ovidio

Sulmona è la cosiddetta "città del gotico", poiché gran parte dell'impianto urbano ha conservato l'aspetto medievale del XIV secolo, tralasciando alcuni palazzi civili gentilizi dell'epoca rinascimentale, e post sisma del 1706. La città è attraversata dal corso Ovidio, che parte dalla villa comunale dove sta la Cattedrale di San Panfilo, passando per la piazza Annunziata, dove si trova il Complesso della Santissima Annunziata, simbolo del gotico sulmonese, fino a giungere in piazza Garibaldi, dove si trova l'acquedotto svevo, altro elemento del gotico locale. Molte facciate di chiese, come quelle di Santa Maria della Tomba, San Francesco della Scarpa e San Filippo Neri conservano ancora l'aspetto trecentesco. Tra i musei più importanti della città vi sono il Museo del Confetto nell'ex fabbrica Pelino, il Museo civico di Sulmona nel Palazzo Annunziata e il Museo diocesano nella chiesa di Santa Chiara.
Il borgo di Corfinio è noto perché sorge sulle rovine dell'italica Corfinium, prima capitale d'Italia voluta dai Peligni della "Lega Italica" durante la guerra sociale contro Roma. Mentre nella piazza del borgo è stata individuata la pianta del teatro romano, fuori dalle mura si trova la Concattedrale di San Pelino, simbolo della città, perfettamente conservata nello stile gotico-romanico del XII secolo. La collezione civica di reperti archeologici è stata raccolta grazie agli scavi voluti da Antonio De Nino. La terza maggiore cittadina del parco nazionale è Guardiagrele, di fondazione longobarda, benché nei pressi dell'attuale città ci fosse una necropoli neolitica presso Comino. La città aveva un ruolo di controllo importante, alle porte della Maiella, sui traffici verso Chieti, e nel XIII secolo arrivò a tale sviluppo del suo potere che Ladislao d'Angiò-Durazzo le concesse di battere moneta. Nella città è molto presente lo stile del gotico, con edifici realizzati in pietra della Maiella, tra i quali la Cattedrale di Santa Maria Maggiore del XIII secolo, con alcuni paramenti sacri realizzati dal fabbro Nicola da Guardiagrele.
Altri borghi tipici della montagna, alcuni dei quali nominati Borghi più belli d'Italia, sono Pacentro (famosa per il Castello Caldora), Pescocostanzo (nota per le piste da neve e per la Basilica di Santa Maria del Colle) e Caramanico Terme (dove si trova uno stabilimento termale, assieme alla chiesa abbaziale di San Tommaso, al borgo medievale di Roccacaramanico e al castello di Salle).

### Chiese e abbazie

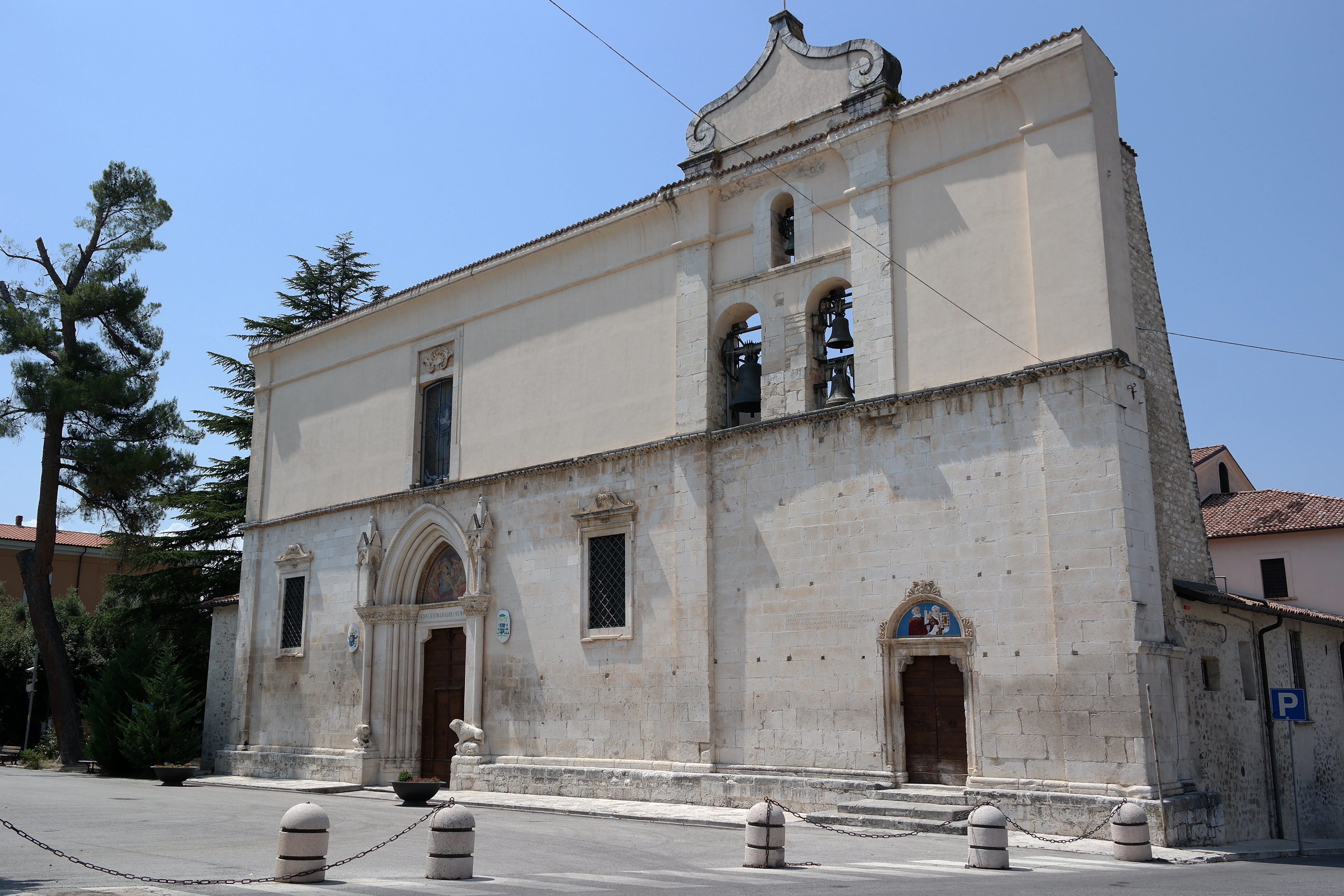
Cattedrale di San Panfilo

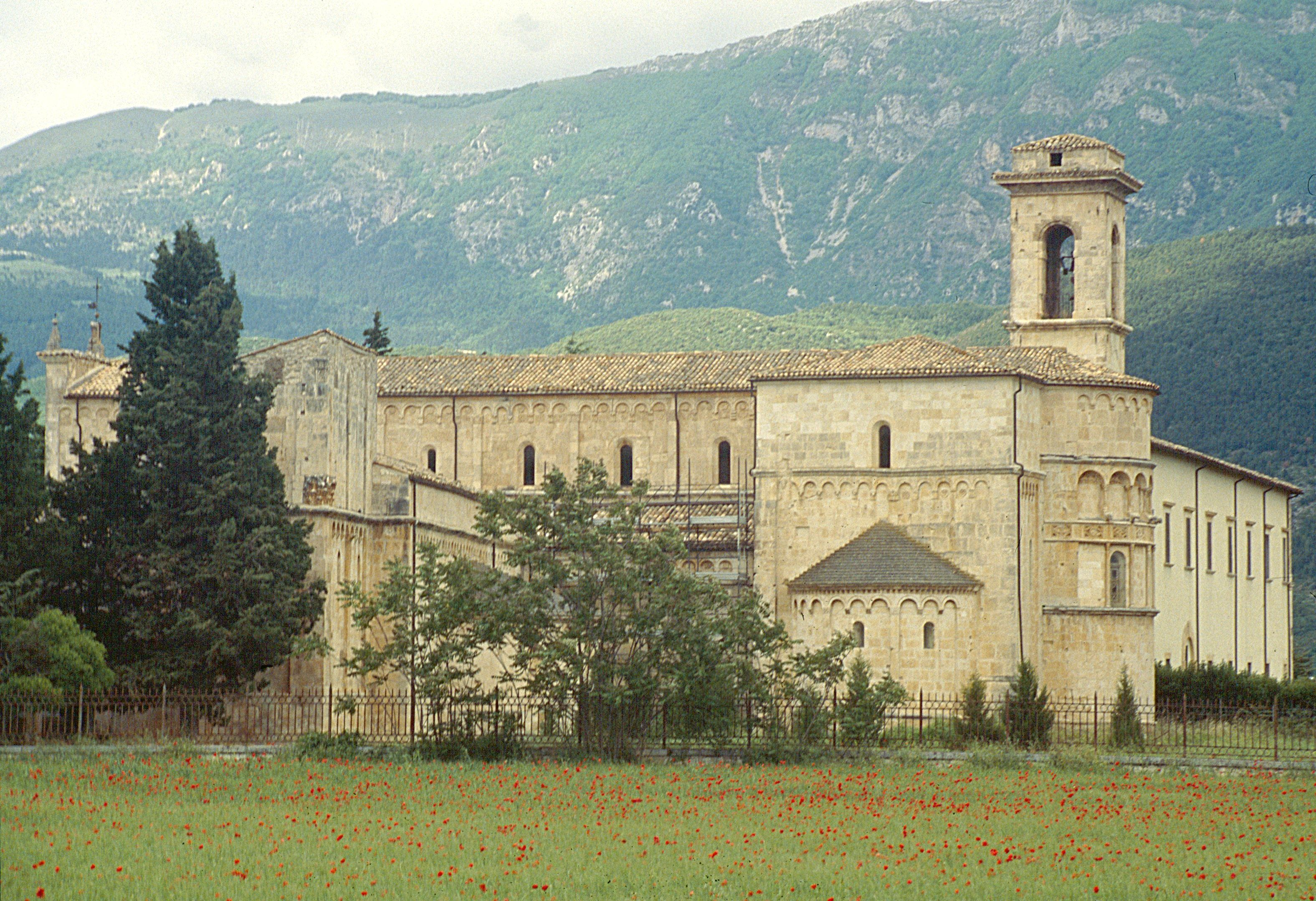
Basilica di San Pelino in Valva

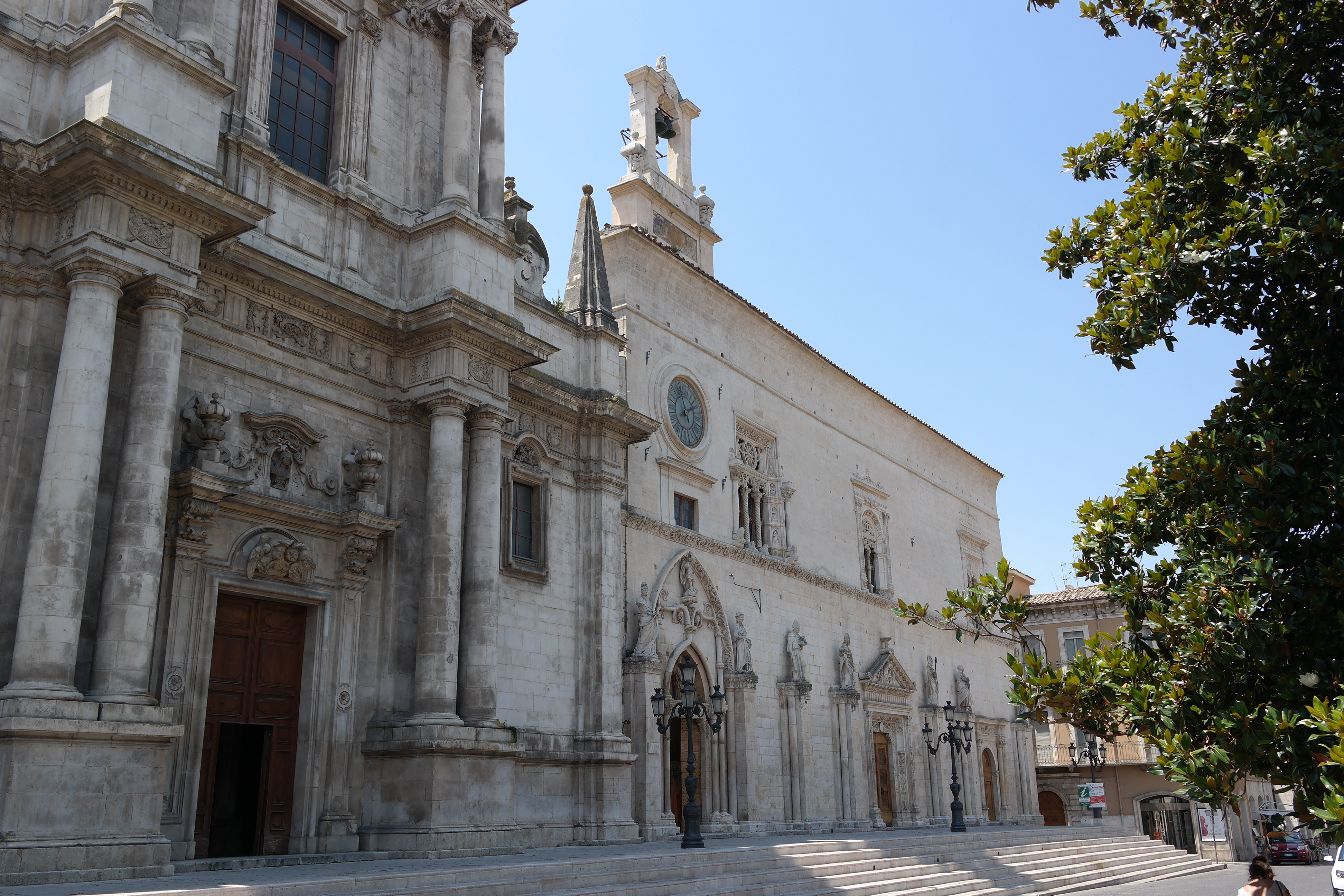
Complesso della Santissima Annunziata

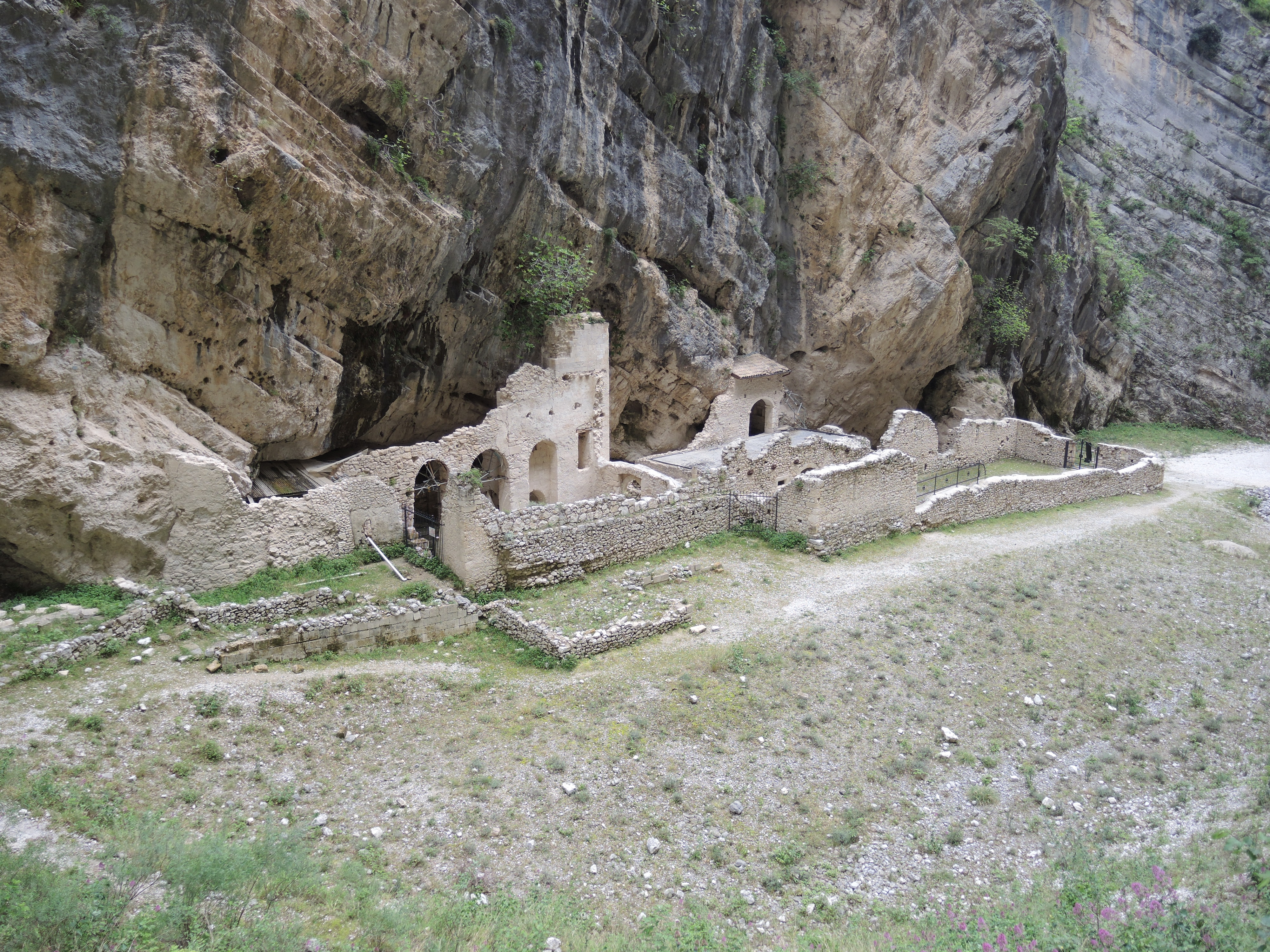
Monastero di San Martino in Valle

- Abbazia di San Liberatore a Maiella (Serramonacesca): fa parte del Complesso rupestre di San Liberatore a Maiella, assieme a delle tombe rupestri del IX secolo. L'Abbazia risale all'XI secolo, una delle più antiche abruzzesi, fondata su un piccolo monastero del IX secolo appartenente a Teobaldo di Montecassino. Perfettamente conservata nella forma romanica, ha facciata a capanna tripartita, con robusto campanile a torre, in pietra bianca della Maiella. L'interno a tre navate è stato restaurato negli anni sessanta, e possiede un pavimento in mosaico policromo.
- Abbazia di San Martino in Valle (Fara San Martino): le origini dell'abbazia non sono note: le prime fonti storiche risalgono al 829 che la elencano tra i possedimenti del monastero di Santo Stefano in Lucania di Tornareccio, al quale era stato donato da Pipino il Breve. Nel 844 passa sotto il controllo del vescovo di Spoleto e successivamente tra i possedimenti dell'abbazia di San Liberatore a Maiella.  Nel 1172 diventa parte della diocesi Chieti ed in una bolla del 1222 di papa Onorio II si cita una donazione del conte Credindeo. Il monastero viene soppresso nel 1452 da papa Niccolò V e unito al Capitolo Vaticano, per tornare nel 1789 all'arcidiocesi di Chieti. L'abbandono definitivo del monastero avvenne l'8 settembre 1818 a causa di un'alluvione che la ricoprì di detriti. I primi scavi per il suo recupero avvennero nel 1891, ma solo con quelli del 2009 i resti della struttura sono stati riportati interamente alla luce.
- Abbazia di Santa Maria Arabona (Manoppello): fondata nel 1197, una delle più antiche abbazia cistercensi abruzzesi. Nel XIII secolo venne modificata all'interno con aspetti gotici, mentre l'esterno mantiene la forma architettonica romanica. Il transetto è a cinque campate con volte a crociera, e il progetto avrebbe dovuto comportare un impianto a croce greca con campanile centrale. Possiede quattro rosoni a raggi per ciascuna facciata, e finestre gotiche. L'interno ha un cero pasquale in pietra, finemente lavorato, e affreschi rinascimentali.
- Abbazia di Santo Spirito al Morrone (Sulmona): Badia Morronese, fondata nel XIII secolo da Pietro da Morrone. Nei vari secoli fu cambiata nelle forme artistiche, come ad esempio la facciata in stile borrominiano, e l'interno barocco, con due scaloni eguali di accesso. Il corpo medievali appartiene all'edificio conventuale del porticato con chiostro, e al campanile turrito. Di interesse la Cappella Caldora, con l'affresco della Deposizione di Cristo.
- Basilica Concattedrale di San Pelino (Corfinio): fu consacrata ufficialmente nel 1092, e subì restauri gotici nel 1235. Dopo il terremoto del 1706 ebbe restauri barocchi, eliminati poi con il definitivo restauro degli anni sessanta. La compatta struttura si presenta con pianta a basilica, con oratorio annesso dedicato a Sant'Alessandro Papa. Ha tre absidi: una posteriore e due laterali. L'interno a tre navate, con ricco pulpito abbellito da elementi floreali, e altare in stile romanico, con tracce di affreschi duecenteschi degli Apostoli.
- Basilica del Volto Santo (Manoppello): edificato nel XVIII secolo su una piccola struttura conventuale dove fu conservata la reliquia del Volto Santo di Manoppello nella prima metà del '600. Il santuario è in stile neomedievale dall'esterno, con le tipiche cromature rosse e bianche della Basilica di Santa Maria di Collemaggio (L'Aquila), mentre l'interno è neoclassico.
- Basilica di Santa Maria del Colle (Pescocostanzo): fu costruita nel 1456 sui resti della vecchia chiesa danneggiata da un terremoto, e riccamente decorata nell'epoca barocca da soffitti lignei pregiatissimi di Carlo Sabatini (1742). Fu dotata anche di un cappellone privato con bassorilievi di putti e santi, terminante a cupola: la Cappella del Sacramento. Vi è anche un prezioso pulpito in legno. La facciata severa possiede un ingresso principale dalle scale, e uno secondario, che conduce alla facciata vera e propria laterale, abbellita da tre rosoni.
- Cattedrale di San Panfilo (Sulmona): è la chiesa cattedrale della città di Sulmona e della diocesi di Sulmona-Valva, la cui costruzione risale all'anno 1075 e che è stata dichiarata monumento nazionale nel 1902[13]. Fu costruita sopra un tempio pagano nel IX secolo, e poi rinnovata nel 1075. Nel XIII secolo vennero apportate notevoli modifiche che le fecero avere un aspetto gotico. Dopo il terremoto del 1706 l'interno fu rinnovato alla maniera barocca, pur conservando aspetti gotici, come il colonnato, i sarcofagi dei vescovi, e la cripta di San Panfilo. La facciata è a coronamento orizzontale, ed ha il portale ogivale restaurato con il rosone perduto da Nicola Salvitti (1391). La cripta possiede un affresco rinascimentale della Madonna col Bambino.
- Cattedrale di Santa Maria Maggiore in Guardiagrele: la chiesa risale al XII secolo, con rifacimenti nel XIV. Dopo il terremoto del 1706 l'interno è stato ricostruito ex novo in arte barocca, con squisiti arredi e stucchi. La chiesa è un unicum dell'arte abruzzese, in quanto la facciata è annessa alla torre campanaria, formando un tutt'uno, mentre i due lati sono diseguali, perché fusione di due chiese nella Cattedrale stessa. La facciata ha bel portale gotico con una copia, in lunetta, della Pietà del maestro Nicola da Guardiagrele. Più in alto vi è una finestra gotica e un piccolo rosone, e in cima una cornice con piccoli rilievi di uomini e animali. Il fianco destro ha un porticato ad arcate gotiche, con un dipinto rinascimentale della Madonna del Latte. L'altro fianco ha un'araldica degli stemmi delle più nobili famiglie guardiesi, montano nell'800, e un affresco gigante di San Cristoforo. L'interno è accessibile o da un fianco o dal portone principale, preceduto da un'ampia scalinata che porta al piano superiore, essendoci sotto la cripta.
- Chiesa dei Santi Nicola e Clemente (Lama dei Peligni): chiesa del XIII secolo, composta da una pianta rettangolare, e da un robustissimo campanile in pietra della Maiella, collegata inoltre ad un portico di un antico fontanile. La chiesa è nota per una leggenda della statua del Bambino Gesù. Nel XVII secolo un monaco lamese si recò a Gerusalemme per fabbricarsi una statua del Bambinello; ma avendo pochi soldi, riuscì a farsi costruire solo la testa in cera. Durante il viaggio di ritorno, numerosi furono i prodigi della statua, e si dice che nel giungere a Lama, i raccolti crescessero, le messi divennero piene, e le campane suonarono da sole a festa.
- Chiesa di San Falco (Palena): chiesa storica del borgo, costruita nel XIV secolo, e poi nel XVIII, e nuovamente nel 1953, dopo la distruzione nazista. Di originario la chiesa conserva il massiccio campanile in pietra, realizzato da uno sperone di roccia che lambisce il fiume Aventino. La nuova chiesa a tre navate, benché recentissima, mantiene lo schema originario della matrice barocca.
- Chiesa di San Francesco d'Assisi - Santuario di San Nicola Greco (Guardiagrele): chiesa del XIII secolo, con bella facciata gotica e portale trecentesco. L'interno è stato trasformato nella maniera barocca, e possiede le reliquie di San Nicola Greco.
- Chiesa di San Francesco d'Assisi (Popoli Terme): chiesa del XIV secolo, costruita nella facciata con splendida pietra bianca della Maiella, decorata da rosone a raggi, e statue dei santi, tra le quali spicca San Giorgio a cavallo. Il campanile è una robusta torre finemente lavorata.
- Chiesa di San Francesco della Scarpa (Sulmona): chiesa conventuale del XIII secolo, ricostruita dopo il terremoto del 1456, e ricostruita ex novo dopo il sisma devastante del 1706. Della parte storica rimane un ampio portale gotico strombato, e il campanile, mentre il nuovo edificio barocco sorge verso l'interno della città, non essendo più affacciato, nella forma originaria, verso Piazza Garibaldi.
- Chiesa di San Tommaso Becket (Caramanico Terme): secondo una leggenda popolare la fondazione dell'edificio, intitolato ad un San Romano, risalirebbe al 45 d.C., a seguito dell'apparizione degli arcangeli Michele e Gabriele ad un certo Antimo di Antiochia, discepolo di San Pietro, dedito alla diffusione del Cristianesimo nell'Italia centrale[14]; questa notizia, riferita per prima dal Nicolini nella sua "Storia di Chieti" e riportata dall'Antinori nel XVIII secolo nei suoi Annali, si fonda sul ritrovamento di una pergamena all'interno del Monastero che si trovava accanto alla Chiesa attuale e sulle pitture del ciborio, ora scomparso, posto sull'altare maggiore; ma lo stesso Antinori la mette in dubbio. Secondo alcuni studi la chiesa sarebbe sorta sul luogo dove precedentemente era situato un antico tempio dedicato ad Ercole, dal momento che in loco sono stati rinvenuti bronzetti raffiguranti il dio pagano e che nella cripta della chiesa è presente un pozzo d'acqua sorgiva, necessario allo svolgimento degli antichi rituali rivolti al dio. In seguito ai successivi restauri e rifacimenti, l'edificio attuale, che conserva in linea di massima l'aspetto originario, è riconducibile alla fine del XII secolo o all'inizio del XIII. Un'iscrizione sull'architrave del portale di destra ricorda come committente padre Berardo nell'anno 1202. Non vi è comunque certezza se tale data sia riferibile alla fine dei lavori dell'intera fabbrica o debba essere vista come tappa di avanzamento dei lavori. Ad ogni modo va considerata valida solo per quanto riguarda i decori del portale. Le fonti storiche attestano che il progetto originario dell'edificio prevedeva un portico, un pulpito, pilastri compositi all'interno e varie decorazioni scultoree realizzate da importanti maestri scalpellini. Tuttavia nell'edificazione della chiesa, che già nel 1219 era terminata, la costruzione fu notevolmente semplificata per motivi ad oggi ignoti. Ne sono un esempio i leoni stilofori dell'interno, traccia di un ambone mai portato a compimento o i pilastri della facciata a sostegno di un portico che non vide mai la luce.
- Chiesa di Santa Maria della Tomba (Sulmona): chiesa del XIII secolo, molo ben conservata nella matrice gotica, con imponente facciata decorata da portale a sesto acuto e rosone a raggi. L'interno è piuttosto austero, a tre navate, con arcate a sesto acuto tra le colonne.
- Chiesa di Santa Maria Maggiore in Pacentro: la chiesa risale al XIII secolo, ma l'impianto interno è barocco. La facciata è severa, scolpita in pietra bianca, e il campanile è una svettante torre, seconda per altezza al robusto campanile della Santissima Annunziata di Sulmona. L'interno a tre navate è finemente lavorato dalle maestranze locali, con una Madonna circondata da bei putti.
- Chiesa di Santa Maria Maggiore in Raiano: chiesa del XIII secolo, ricostruita dopo il sisma del 1706. La facciata medievale tripartita in pietra bianca è conservata nella forma originaria in parte, assieme al medievale campanile turrito. L'interno invece è finemente barocco.
- Chiesa rupestre di Santa Maria del Girone (Pizzoferrato): non vi sono date certe sulla sua fondazione, ma si sa che è la più antica. La costruzione viene fatta risalire all'XI secolo mentre l'abside è un'aggiunta del XIII secolo. La struttura attuale ad un'unica navata con volta a botte e lunette viene fatta risalire al XIX secolo. La chiesa fu danneggiata nel terremoto del 1984 e successivamente restaurata. La facciata è interamente intonacata. Al centro si apre un portale in pietra semplice, sopra al portale vi è una finestra anch'essa realizzata in pietra ed architravata. Sul lato destro della facciata vi è il campanile. Nella chiesa della Madonna del Girone vi sono i resti delle statue di San Nicola di Bari e San Domenico del XIV secolo ed un dipinto del 1650 circa. La campana della chiesa è di Agnone. All'interno vi sono l'acquasantiera in marmo nero della Maiella ed un crocifisso. Il crocifisso, secondo una leggenda, era bramato dai tedeschi in fuga sulla linea Gustav, durante la seconda guerra mondiale, ma non riuscendolo a portare via spararono una raffica di mitra al crocifisso, il quale, secondo testimoni, il crocifisso stesso, per non essere colpito, si spostò. A tutt'oggi ne rimangono i fori dei proiettili sul muro come testimonianza. In questa chiesa si rifugiarono anche qualche partigiano per non essere catturato dai tedeschi, ma i partigiani, scoperti, si videro costretti a sacrificarsi buttandosi dalla rupe che dà sul paese[15].
- Chiese di Guardiagrele: complesso di edifici religiosi realizzati tra il XIII e il XVIII secolo. Tra le più interessanti vi sono la chiesa di San Nicola di Bari, Santa Chiara d'Assisi, il Convento dei Cappuccini, della Madonna Addolorata, e di Santa Maria del Carmine.
- Complesso della Santissima Annunziata (Sulmona): la chiesa più importante della città al livello artistico, facente parte di un complesso religioso avente anche incluso il Palazzo Arcivescovile, ora sede del Museo Civico. La fondazione risale al 1320, con restauri in stile gotico nel 1416. La chiesa, in epoca barocca, fu ammodernata con le tele di Alessandro Salini (1675), e restaurata in chiave gotica dopo il forte terremoto del 1706. La chiesa ha una facciata imponente in stile barocco, con due ordini di colonne per ciascun lato. Il palazzo Annunziata è il più interessante, all'esterno, per livello artistico: ha tre entrate, delle quali la prima più ricca di decorazioni: un arco a sesto acuto, inglobata in una cornice maggiore sempre gotica,con bassorilievi in riccioli. Tra i portali vi sono sette colonne con le statue dei santi e vescovi più insigni della città, tra le quali San Panfilo che regge un modellino del Complesso. Anche le tre finestre sono finemente decorate, soprattutto la prima, trifora con un uroboro superiore, sorretto da due donne.
- Ex Monastero di Santa Chiara d'Assisi (Sulmona): oggi è la sede del Museo Diocesano. Risale al XIII secolo, ma fu completamente modificato dopo il terremoto del 1706. Ha pianta basilicale con un corpo annesso del convento. La facciata è ricca di decorazioni tipiche dello stile barocco napoletano.
- Santuario della Madonna della Libera (Pratola Peligna): è di costruzione recente, ossia fondato nel 1851 da Eusebio Tedeschi su un'edicola cinquecentesca. Lo stile è neoclassico, ossia impianto a basilica, con tre navate interne, terminanti in absidi semicircolari. L'apparato decorativo invece è di gusto barocco, mentre la facciata mantiene l'asciutto aspetto neoclassico.

### Castelli e roccaforti

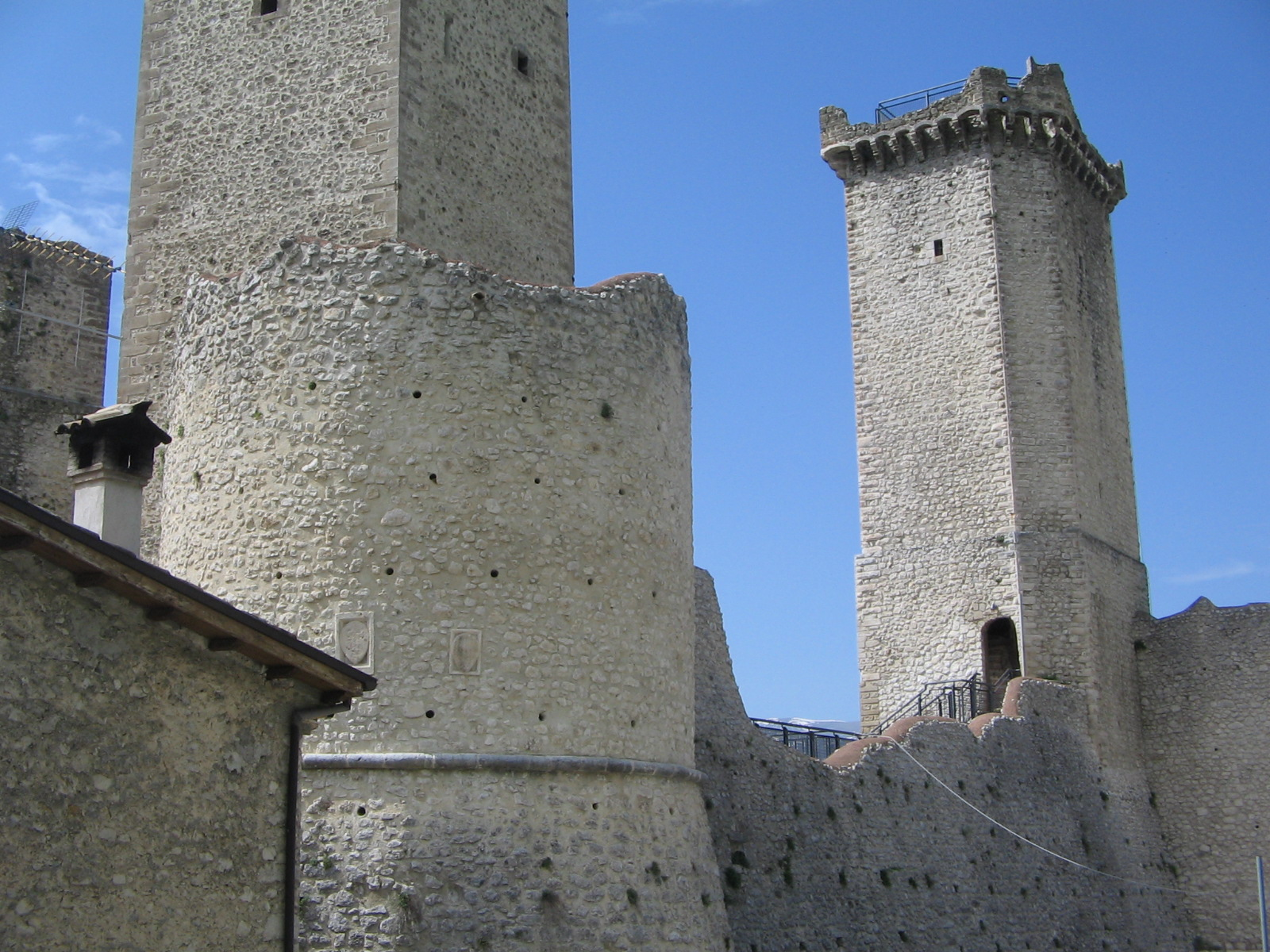
Castello Caldora di Pacentro

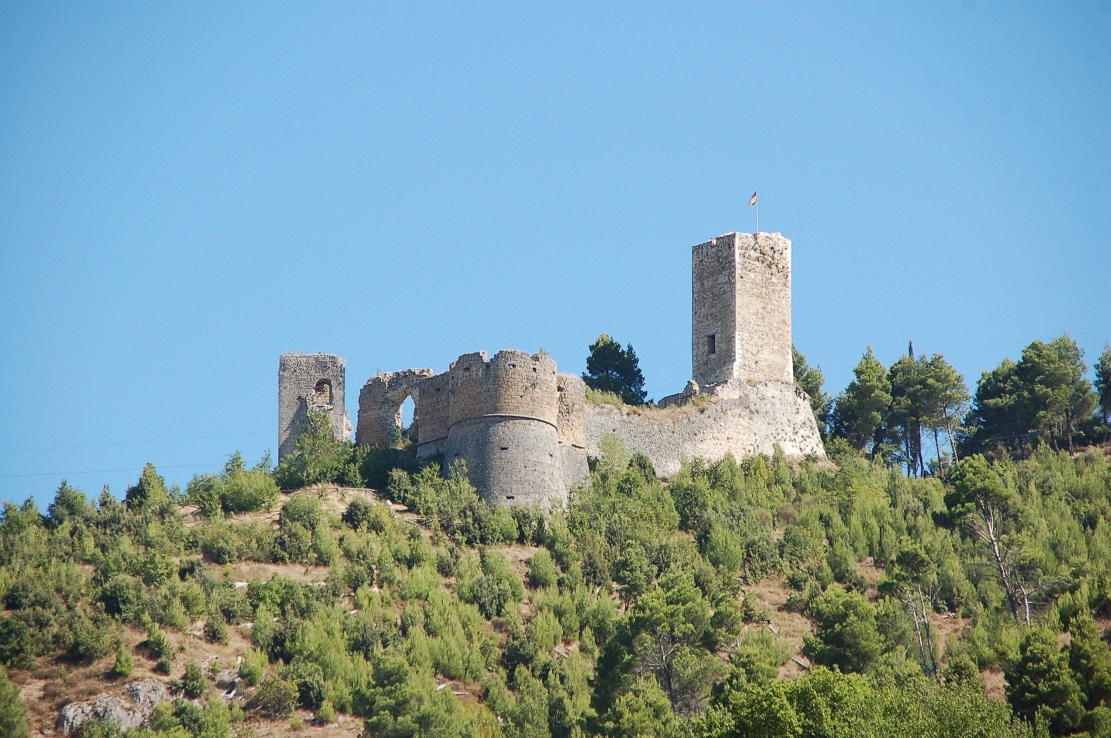
Castello Cantelmo di Popoli Terme

- Borgo fortificato di Pennapiedimonte: il borgo è conservato perfettamente, posto sulla scarpata della montagna Maiella, attorno ad una roccia chiamata "Balzolo" per la forma triangolare. Il borgo conserva tracce di fortificazioni, come case agro-pastorali, e una torre circolare, divenuta sede di un museo dedicato agli italici abruzzesi.
- Castello Baglioni (Civitella Messer Raimondo): nonostante numerosi rimaneggiamenti e la mancanza di documenti che parlano della fondazione del castello pare essere fondato al XVIII secolo quando i Baglioni si instaurarono a Civitella Messer Raimondo.
- Castello Caldora (Pacentro): la costruzione è antecedente al periodo compreso tra fine del '300 e l'inizio del '400, dato che in questo periodo viene fatta la prima ristrutturazione (alcuni fanno risalire la costruzione tra l'XI ed il XIII secolo periodo in cui dovrebbe essere costruita la torre mozza di nord-est). Un rinforzo comprendente alcuni potenziamenti avviene nella seconda metà del XV secolo quando gli Orsini fanno aggiungere dei torrioni circolari. Anche la costruzione della cinta muraria a base trapezoidale è da ascrivere in questo periodo. Negli anni sessanta del secolo scorso, il castello fu restaurato di nuovo, ma l'utilizzo massivo di cemento armato provocò strascichi polemici; successivamente, ulteriori restauri restituirono l'aspetto originario della fortezza peligna.
- Castello Caracciolo (Tocco da Casauria): la prima fonte storica sul castello risale al Chronicon Casauriense, che ne fa risalire la costruzione ai successori di Girardo, signore di Popoli, per usurpare la proprietà all'abbazia di San Clemente a Casauria. Nelle lotte che ne seguirono, la prima costruzione venne distrutta dall'abate Adamo. Ricostruito da Federico II di Svevia tra il 1187 e il 1220, il castello venne distrutto dal terremoto dell'Italia centro-meridionale del 1456 per essere successivamente ricostruita dai De Tortis, signori di Tocco da Casauria, che ne mantennero la proprietà fino al XV secolo. Altre famiglie che succederono ai De Tortis furono i Caracciolo, i D'Affitto ed i Pinelli, che progressivamente trasformarono il castello in palazzo fortificato. Attualmente il castello, in stato d'abbandono ma visitabile, è di proprietà della famiglia Scali-Caracciolo.
- Castello De Sanctis (Roccacasale): fu costruito nel 925 d.C. dai conti del Ducato di Spoleto per fortificare la via del tratturo verso Napoli. Nel XV il castello fu possesso dei Cantelmo fino alla distruzione francese nel 1803 della parte fortificata superiore. Il castello allora era proprietà del Barone De Sanctis. Il castello è stato restaurato e reso fruibile con la fondazione del Museo delle Tradizioni Popolari. Ha pianta triangolare con bastioni a scarpa. Della parte superiore rimane qualche muro e metà della torre rettangolare.
- Castello di Gamberale: il castello risulta costruito nel XIV secolo. Nel secolo precedente esisteva già una piccola torre di avvistamento, forse normanna, ampliata con l'arrivo dei baroni napoletani di Capua, che si sostituirono ai monaci di Gamerrano. Il castello passò nelle mani di vari baroni: inizialmente in possesso di Raimondo d'Annecchino, nel XVI secolo appartenne a Giovanni Maria d'Annecchino. Fu poi di Giovanni Crispano e venne venduto al barone Giuseppe Mellucci per 500 ducati. Passò ancora al marchese Odoardo Benedetti, nobile della provincia dell'Aquila, infine il 14 aprile 1777 passò ai Mascitelli di Atessa, che furono gli ultimi feudatari del luogo. Nei secoli successivi il castello-fortezza fu usato come prigione e quartier generale per dominare la valle. Nel 1944, durante la Seconda guerra mondiale, fu occupato dai nazisti in ritirata verso Castel di Sangro, perseguendo la linea Gustav. A causa dei bombardamenti alleati e tedeschi, la struttura venne danneggiata e l'ala che si trova a strapiombo verso la valle di Sant'Angelo del Pesco, franò. Il successivo terremoto del 1984 fece crollare la torretta di guardia, che venne ricostruita con aspetti moderni, cercando di ricalcare l'originale medievale.
- Castello di Salle: Le origini del castello, eretto come feudo dell'abbazia di San Clemente a Casauria, sono anteriori all'XI secolo. La funzione principale del castello era difensiva e solo a partire dal XVI secolo, con il passaggio al Regno di Napoli, esso divenne residenza delle famiglie che si succedettero nella sua proprietà, quali Colonna e Gonzaga D'Aquino. Nel 1646 il castello divenne proprietà del barone Giacinto Genova, di Vasto, che lo trasformò radicalmente per adattarlo a palazzo signorile, ancor oggi appartenente alla famiglia Genova.
- Castello ducale Cantelmo (Popoli Terme): il castello fu costruito tra il 1000 ed il 1015 dal vescovo di Valva Tidolfo, ma venne profondamente trasformato alla fine del XV secolo dai Cantelmo, divenuti feudatari nel 1269 e che lo ressero fino al XVII secolo. Il castello fu la residenza dei Cantelmo fino al 1480, quando si trasferirono nel Palazzo Ducale di Popoli. Restaurato negli anni novanta, il castello ha pianta triangolare, con la torre principale rettangolare, e le due circolari dell'epoca rinascimentale.
- Castello ducale di Palena: detto anche Castel Forte, risale al XII secolo, ma fu alterato nell'epoca cinquecentesca con l'ampliamento della struttura. I primi insediamenti normanni risalgono all'XI secolo a Palena, e originalmente il castello ducale era solo una torre di controllo, poi ampliata con la costruzione della struttura difensiva. Uno dei primi proprietari storici fu Matteo di Letto. Nel 1266 l'imperatore Federico II di Svevia donò il castello al feudatario Sordello da Goito, reso famoso da Dante Alighieri per averlo inserito nel Purgatorio della Divina Commedia. Nel XIV secolo il castello passò nelle mani dei duchi di Manoppello, e successivamente dei Caldora e dei Di Sangro. In quei secoli iniziarono a circolare crude leggende riguardo alle camere di tortura situate nei sotterranei della roccaforte, nel cuore dello sperone roccioso dove la struttura poggia. La roccaforte, nel periodo Settecentesco e Ottocentesco fu usato come prigione per i ribelli, e venne soprannominato Castel Forte, e gli ultimi padroni furono i baroni di Colledimacine, prima che il castello, nel Novecento, venisse definitivamente abbandonato. In questo periodo il castello di Palena fu assai trascurato, e subì vari danneggiamenti tra cui la distruzione dei torrioni, del maschio e del belvedere.
- Porte e torri di Guardiagrele: complesso di torre e fortificazioni che circondano il borgo di Guardiagrele. La torre rappresentativa è il Bastione Orsini, risalente ai Longobardi.

### Siti archeologici

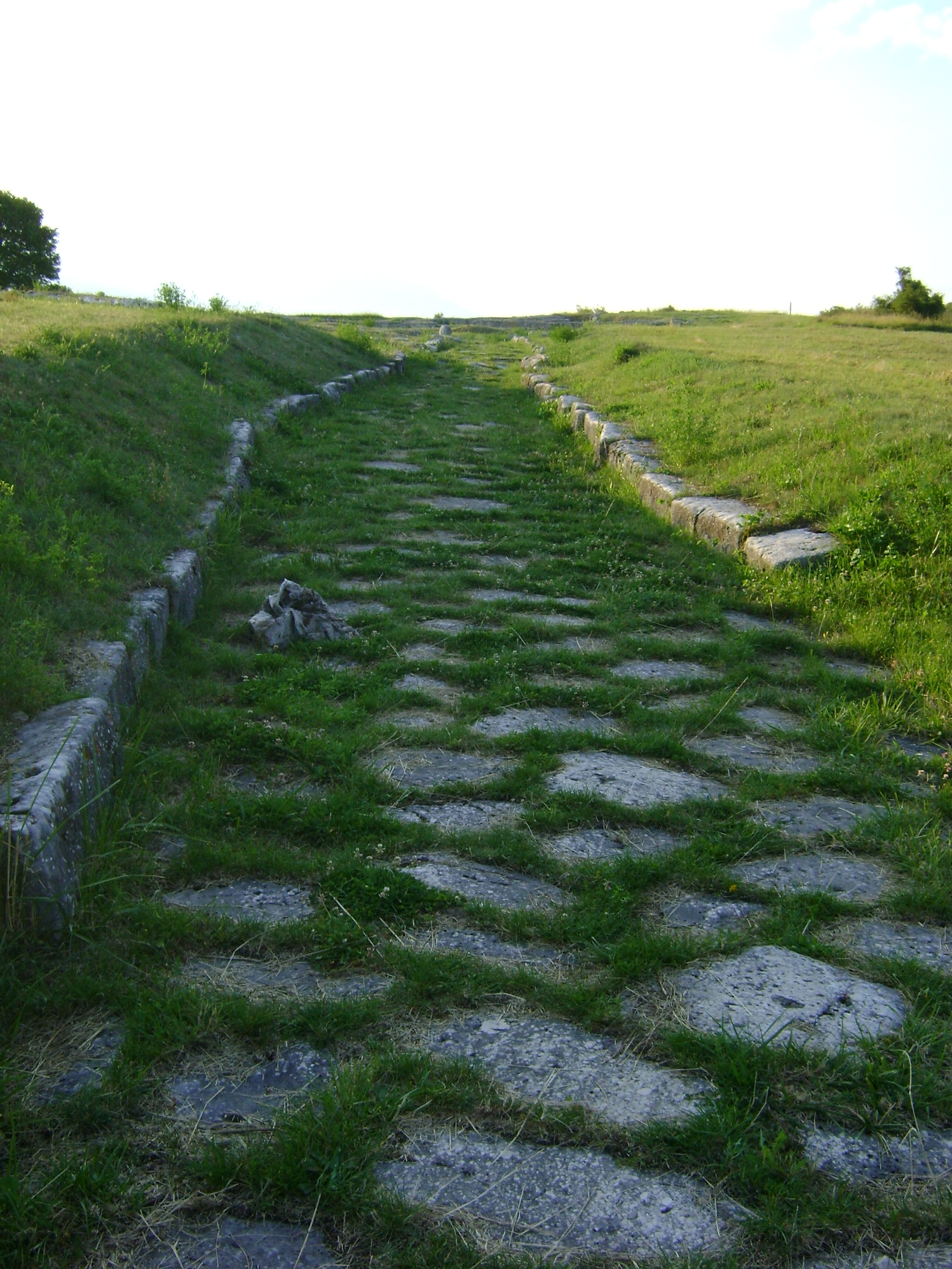
Strada romana di Juvanum (Montenerodomo)

- Juvanum, antichissima città italica sannita, posta prima di Montenerodomo, risalente al III secolo a.C.;
- Ocriticum, antica città romana dei Peligni, posta vicino Cansano;
- Santuario di Ercole Curino: posto sotto l'eremo di Sant'Onofrio di Sulmona. Risale al II secolo a.C., e conserva la pianta e un'ala, ingabbiata in una capanna con vetri, essendo ancora visibili dei mosaici policromi;
- Tombe rupestri di San Liberatore a Maiella: antiche necropoli cristiane del IX secolo, poste nella valle dell'abbazia di Serramonacesca;
- Villaggio neolitico a thòlos: situato nella piana tra Abbateggio e Roccamorice, fu usato anche dai pastori transumanti fino al XVIII secolo.

### Musei di interesse culturale
- Museo archeologico Filippo Ferrari (Guardiagrele)
- Museo civico archeologico Antonio De Nino (Corfinio)
- Museo civico di Sulmona
- Museo del duomo di Guardiagrele
- Museo dell'arte della ceramica (Rapino)
- Museo dell'arte e della tecnologia confettiera (Sulmona)
- Museo Geopaleontologico Alto Aventino (Palena)
- Museo dell'orso marsicano (Palena)
- Museo della fauna locale (Fara San Martino)
- Museo delle ambre e dei fossili (San Valentino in Abruzzo Citeriore)
- Museo diocesano di Sulmona
- Museo italico di Juvanum (Montenerodomo)
- Museo naturalistico archeologico Maurizio Locati (Lama dei Peligni)

### Eremi

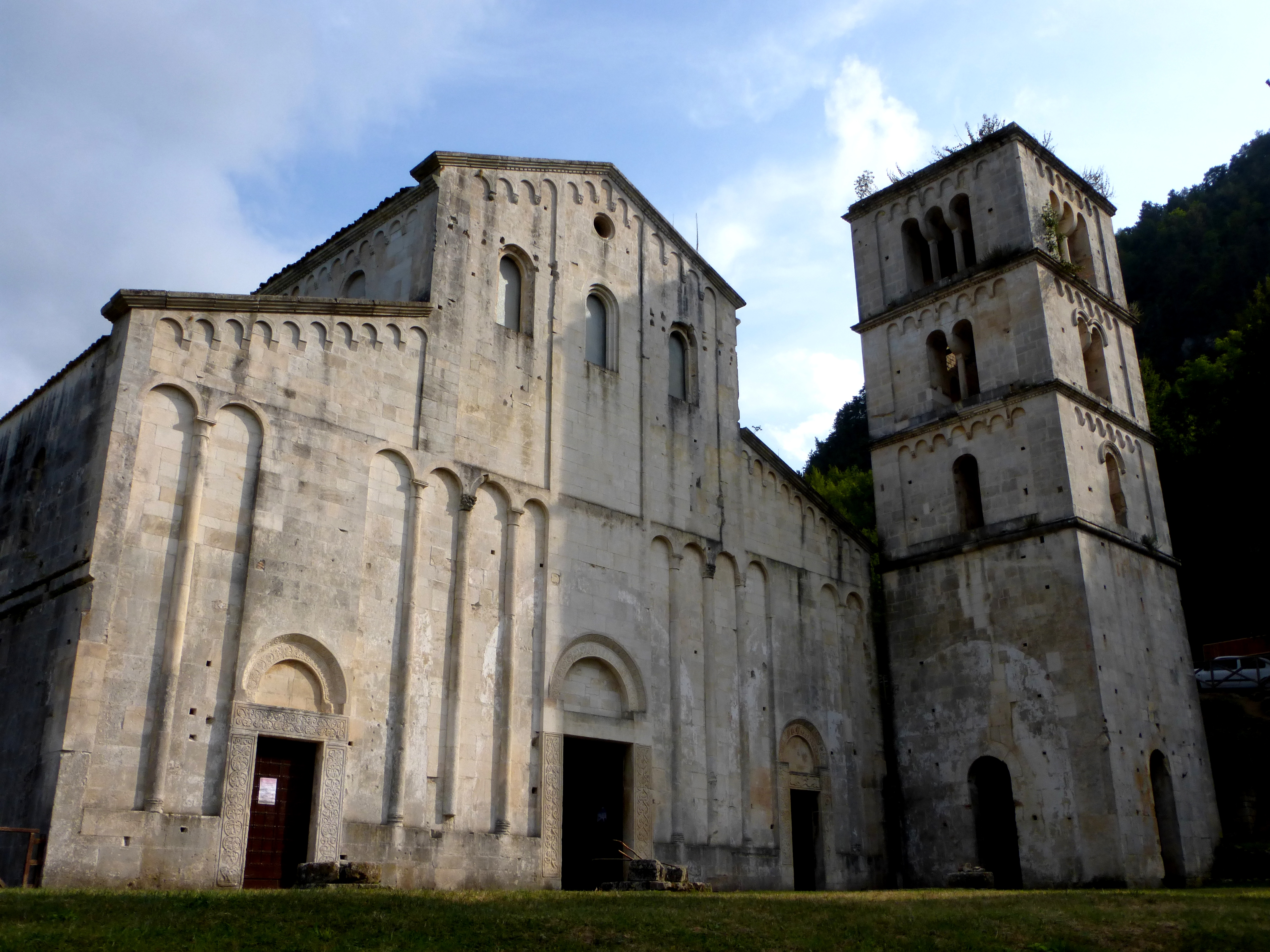
Abbazia di San Liberatore a Maiella

Gli eremi situati all'interno dei confini del parco sono:
- Chiesa rupestre di Sant'Angelo in Vetuli, a Pacentro, posta a 450 m s.l.m.;
- Complesso rupestre di San Liberatore a Maiella, a Serramonacesca, posto a 350 m s.l.m.;
- Eremo della Madonna dell'Altare, a Palena, santuario posto a 1278 m s.l.m.;
- Eremo della Madonna di Coccia, a Campo di Giove, chiesa rupestre posta a 1400 m s.l.m.;
- Eremo di San Bartolomeo in Legio, a Roccamorice, posto a 650 m s.l.m.;
- Eremo di San Giovanni all'Orfento, a Caramanico Terme, posto a 1220 m s.l.m.;
- Eremo di San Liberatore a Maiella, a Serramonacesca, con tombe rupestri, posto a 350 m s.l.m.;
- Eremo di San Michele Arcangelo, a Pescocostanzo, chiesa rupestre posta a 1266 m s.l.m.;
- Eremo di San Terenziano, a Corfinio, posto a 350 m s.l.m.;
- Eremo di Sant'Onofrio, a Serramonacesca, posto a 700 m s.l.m.;
- Eremo di Sant'Onofrio al Morrone, a Sulmona, posto a 630 m s.l.m.;
- Eremo di Sant'Onofrio all'Orfento, a Caramanico Terme, posto a 900 m s.l.m.;
- Eremo di Santa Croce al Morrone, a Sulmona, posto a 1379 m s.l.m.;
- Eremo di Santo Spirito a Maiella, a Roccamorice, posto a 1132 m s.l.m.;
- Grotta del Colle, a Rapino, santuario posto a 550 m s.l.m.;
- Grotta dell'eremita, a Pretoro, posto a 900 m s.l.m.;
- Grotta Sant'Angelo, a Lama dei Peligni, eremo rupestre posto a 1260 m s.l.m.;
- Grotta Sant'Angelo, a Lettomanoppello, eremo rupestre posto a 650 m s.l.m.;
- Grotta Sant'Angelo, a Palombaro, chiesa rupestre posta a 850 m s.l.m.;
- Santuario della Madonna della Mazza, a Pretoro, posto a 1000 m s.l.m..

### Altri luoghi d'interesse

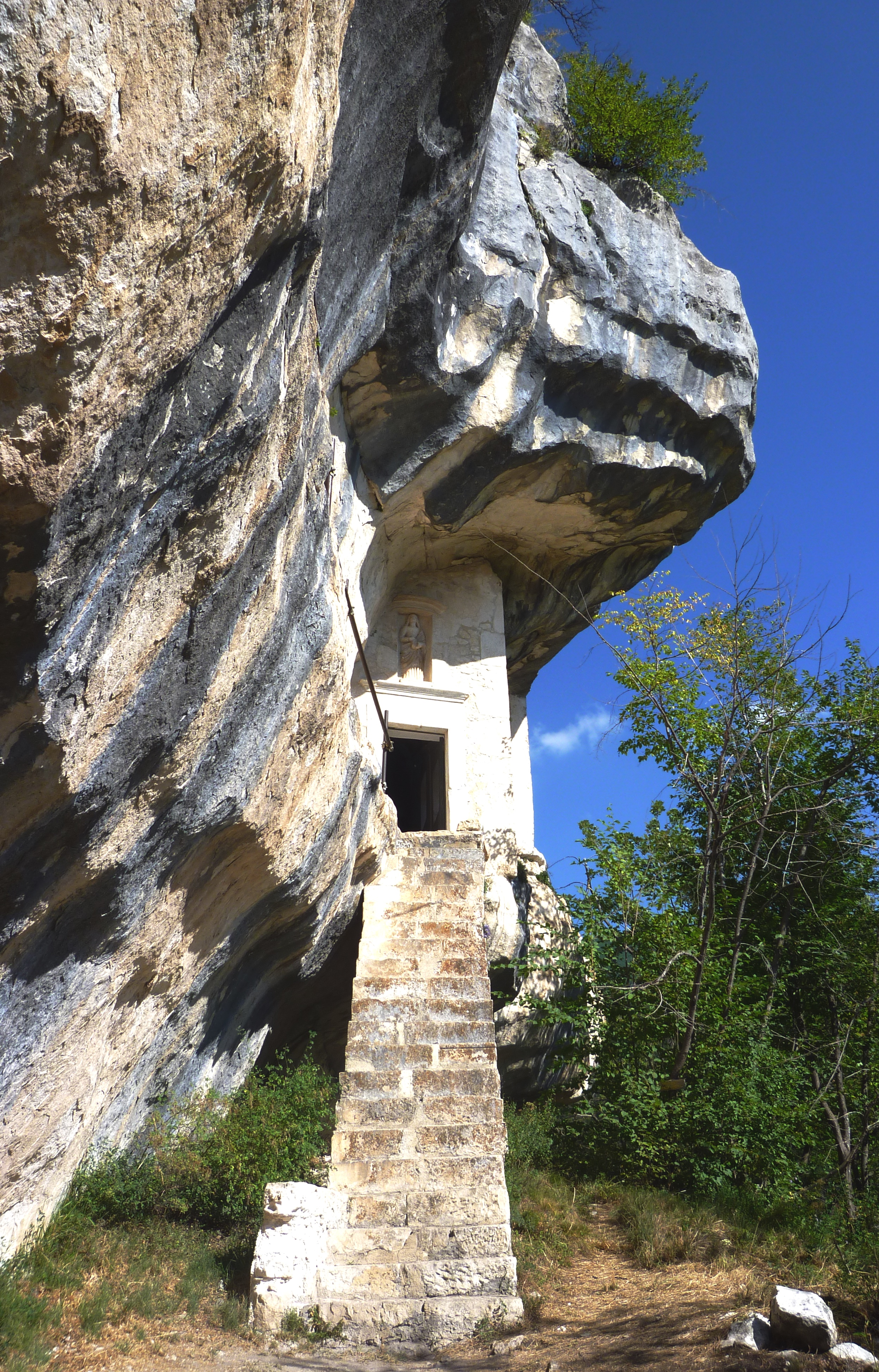
Ingresso all'eremo di Santo Spirito a Maiella (Roccamorice)

- Abbazia di San Clemente a Casauria, nel comune di Torre de' Passeri, è uno dei più antichi monasteri cistercensi, risalente all'VIII secolo, conservato nello stile romanico originale. Possedette per vari secoli il feudo casauriense e ospitò le reliquie di papa Clemente;
- Abbateggio, nominato uno dei Borghi più belli d'Italia, il comune è famoso per un complesso di capanne pastorali a thòlos, in località la Civita. Anche le cascate naturali di Lejo sono molto frequentate dagli escursionisti;
- Borgo medievale di Fara San Martino, il rione di Terravecchia conserva le strutture chiesastiche della Chiesa di San Remigio e di Santa Maria Annunziata. Sempre nella piazza c'è un museo sulla fauna locale;
- Borgo medievale di Roccacaramanico (Caramanico Terme);
- Campo di Giove, borgo medievale che conserva di interesse il Palazzo Nanni e la chiesa di Sant'Eustachio. Fuori dal centro vi sono percorsi naturalistici che portano all'eremo della Madonna di Coccia;
- Castello ducale di Casoli, alle pendici della Maiella, al confine con la Val di Sangro;
- Chiesa di San Tommaso Becket, nell'affascinate borgo medioevale di Caramanico Terme;
- Lettopalena e Taranta Peligna, i due borghi si trovano nelle gole dell'Aventino, al confine della provincia di Chieti, e benché quasi distrutti nella seconda guerra mondiale, conservano scenari naturali nella Riserva naturale "Le Acquevive" (Taranta), presso il fiume Aventino, e nelle grotte del Cavallone, dove Gabriele D'Annunzio ambientò la tragedia La figlia di Iorio. Lettopalena inoltre conserva di antico la romanica Abbazia di Santa Maria in Monteplanizio, dove anticamente si seppellivano i morti;
- Parco Avventura Majella presso Guardiagrele. In località Piana delle Mele, è stato istituito un parco attrezzato per sport e arrampicate sugli alberi in un percorso a tre livelli di difficoltà;
- Palena, nominato ad agosto 2024 uno dei Borghi più belli d'Italia, è il secondo comune più esteso della Provincia di Chieti, con oltre 93 kmq che si sviluppano tra il Monte Porrara, la Maiella meridionale e i Monti Pizzi; è attraversato dal Fiume Aventino, dove si svolgono attività di trekking fluviale. Nel suo territorio, si contano 5 Geositi del Geoparco Maiella UNESCO. Lungo Corso Umberto I, c'è il Teatro Aventino, del XVIII secolo, in stile italiano con due ordini di palchi, è uno dei più piccoli teatri italiani con i suoi 96 posti complessivi. Il Castello Ducale ospita il Museo Geopaleontologico Alto Aventino, la Pinacoteca "A. Como" degli artisti illustri di Palena, il Museo della Ceramica di Palena "P. Di Mascio".
- Palombaro, piccolo borgo presso Fara San Martino, che conserva di interesse la chiesa di Santa Maria della Serra (o dell'Assunta), e la grotta Sant'Angelo presso la riserva dei cervi, dove Pietro da Morrone vi fondò un eremo;
- Pennapiedimonte, il borgo si trova al confine con Guardiagrele, e conserva l'aspetto medievale a scarpata, raggruppato sotto lo sperone roccioso del "Cimirocco", per la sua forma aguzza. Il borgo conserva la chiesa matrice di San Silvestro, costruita dagli scalpellini guardiesi con la pietra della Maiella, e una torretta medievale che è museo archeologico;
- Roccamorice, il borgo pescarese è noto pera la numerosa presenza di eremi celestiniani, tra i quali l'eremo di Santo Spirito a Maiella e l'eremo di San Bartolomeo in Legio. Nel borgo il vecchio castello è stato riadattato a chiesa, il cui torrione medievale funge da abside;
- Roccaraso, il borgo, completamente ricostruito dopo la distruzione della seconda guerra mondiale, è una nota località sciistica, della quale poco è rimasto del tessuto storico, se non la chiesa di San Rocco. Vari percorsi sciistici ed escursionistici sono attivi nella zona dell'altopiano delle Cinquemiglia e presso il monte Aremogna, mentre di storico si conserva il borgo della frazione di Pietransieri;
- San Valentino in Abruzzo Citeriore, borgo sul confine storico tra i due Abruzzi Citra e Ultra, è dominato dalla mole del Duomo di San Silvestro e dal castello Farnese. Nel borgo si trova anche il museo delle ambre e dei fossili;
- Santuario di San Rocco di Roccamontepiano, luogo sacro, ricostruito in forme moderne negli anni cinquanta per esigenze religiose, rispetto alla piccola chiesa, eretto presso una grotta dove si ritiene visse in meditazione San Rocco con il suo cane.

## Artigianato

### Lavorazione dei metalli
Della lavorazione dei metalli abbiamo tracce dal XV secolo con le scuole orafe di Guardiagrele, nata con Nicola da Guardiagrele, e di Sulmona. Tuttora si mantiene con le medesime tecniche di lavorazione a Guardiagrele, Sulmona e Pescocostanzo (ciondoli presentosa, orecchini a navicella e a sciacquaie, collane cannatora, anelli a curniola), affiancata da produzioni artigianali di gusto moderno.

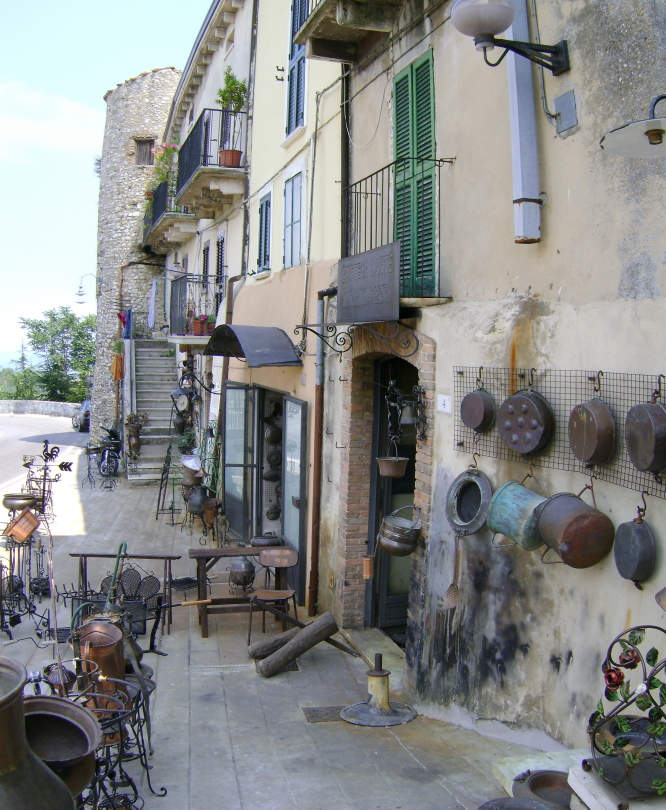
Antiche botteghe dei ramai, in via San Giovanni, a Guardiagrele

A Pescocostanzo e Guardiagrele è inoltre presente la lavorazione del ferro battuto, del rame, martellato e sbalzato a mano, e dell'acciaio.

### Ceramica
La produzione ceramica è stata favorita dall'abbondanza di argilla, acqua e folti boschi. L'attività sopravvive nel paese di Rapino, dove operò Fedele Cappelletti (1847-1920), esponente della ceramica dello storicismo. Attualmente la produzione riprende motivi decorativi tradizionali, quali il fioraccio, le roselline, il galletto, la decorazione a paese, quella a quartieri e quella ad uccelletti.

### Merletti e tessuti
In passato la tessitura veniva praticata dalle contadine nelle serate invernali secondo tecniche di lavorazione tramandate di madre in figlia. Con la lavorazione al telaio le donne realizzavano il proprio corredo e i tessuti per la famiglia.
La produzione oggi prosegue nei lanifici di Fara San Martino, Taranta Peligna e Sulmona dove vengono (coperte abruzzesi).
Nella zona era presente anche la lavorazione del merletto ed in particolare nei merletti a tombolo, tuttora presente a Pescocostanzo.

### Legno
Era tradizionale opera dei pastori l'intaglio, scultura e incisione del legno, con la creazione di oggetti da lavoro, per uso domestico e per la cura della persona.
Ad Ateleta e a Montenerodomo vengono ancora costruiti tipici mobili rustici come culle, madie, sedie e panche. A Pretoro gli artigiani continuano a creare col tornio e secondo le antiche tecniche mortai, matterelli, sedie, chitarre per la pasta, mestoli, e ad Abbateggio, Guardiagrele e Roccamorice si dedicano ancora alla produzione di mobili d'arte. La tradizione è testimoniata negli arredi di alcune chiese quali l'Annunziata e San Panfilo di Sulmona, la Collegiata di Pescocostanzo e la parrocchiale di Campo di Giove.

### Pietra
Gli scalpellini di Pescocostanzo, Manoppello, Lettomanoppello e Pennapiedimonte creavano elementi architettonici e mortai ed acquasantiere. Tuttora diversi laboratori lavorano la tenera pietra della Maiella per realizzare caminetti, portali, capitelli, fontane, bassorilievi ed altri oggetti.

## Prodotti tipici
La cucina e le produzioni alimentari tipiche sono caratterizzate dalla produzione di olio extravergine d'oliva e del vino. A Fara San Martino è presente una tradizionale produzione di pasta e altrove la produzione di salumi e formaggi. Sulmona è nota per la tradizionale produzione di confetti e dolciumi.
Tradizionale è anche la produzione del farro, capace di resistere ai climi freddi, di legumi, tartufi e funghi. Presenza immancabile nella cucina tradizionale è il peperoncino.